# Junagadh (district)
Junagadh is een district van de Indiase staat Gujarat. De hoofdplaats van het district is Junagadh. 

## Geografie
Het district Junagadh ligt op het Kathiawar schiereiland in het westen van de staat Gujarat. Het district wordt omringd door het district Rajkot in het noorden, Porbandar in het noordwesten en Amreli in het oosten. In het zuiden en westen grenst het aan de Arabische Zee, een onderdeel van de Indische Oceaan. 
Porbandar, de geboortestad van Mahatma Gandhi, was vroeger onderdeel van het district Junagadh maar is tegenwoordig onderdeel van het district Porbandar. 
In Junagadh ligt de bergrug Girnar wat een bedevaartsoord is voor het hindoeïsme en het jaïnisme. 

## Divisies
Het district is opgedeeld in de volgende divisies: Junagadh stad, Bhesan subdistrict, Junagadh rural, Keshod, Malia, Manavadar, Mangrol, Mendarda, Vanthali en Visavadar. 

## Transport
Junagadh is goed verbonden met wegen en spoorwegen. Het district ligt ongeveer 100 kilometer van Rajkot en 350 kilometer van Ahmedabad. De nationale weg 8D verbindt Junagadh met Rajkot. 
Het treinstation van Junagadh is ook goed verbonden met Rajkot en Ahmedabad. Daarnaast ligt er in het dorp Keshod een vliegveld die een gelimiteerde verbinding biedt met de stad Mumbai. 
Het district heeft een lange kustlijn aan de Arabische Zee met havens in onder andere Veraval, Mangrol en Chorwad. Deze havens worden echter nauwelijks gebruikt voor andere doelen dan de visserij. 
In oktober 2011 heeft de overheid van India toestemming gegeven voor de bouw van een kabelbaan op Mount Girnar. Het zal echter nog lang duren voordat deze baan wordt voltooid. In het verleden was er een helikopterservice op deze berg, maar deze is uiteindelijk gestopt. 

## Demografie
Volgens een volkstelling in 2011 had het district een inwonertal van 2.743.082, ongeveer gelijk aan het aantal inwoners op Jamaica. Daarmee staat het district op plaats 142 van districten in India met de meeste inwoners. De bevolkingsdichtheid is 310 inwoners/km2. In de periode 2001-2011 groeide de bevolking van het district met 12,01%. De geslachtsverhouding is 952 vrouwen tegenover 100 mannen. 77% van de bevolking kan lezen en schrijven. 

## Flora en fauna
In het district Junagadh ligt het Gir Forest National Park, wat de enige plaats is waar de Perzische leeuw nog voorkomt. Tevens is het een beschermgebied van bijzondere soorten bamboe en komen er bijzondere soorten gieren voor. 
Ahmedabad · Amreli · Anand · Aravalli · Banaskantha · Bharuch · Bhavnagar · Botad · Chhota Udaipur · Dahod · Dang · Devbhoomi Dwarka · Gandhinagar · Gir Somnath · Jamnagar · Junagadh · Kheda · Kutch · Mahisagar · Mehsana · Morbi · Narmada · Navsari · Panchmahal · Patan · Porbandar · Rajkot · Sabarkantha · Surat · Surendranagar · Tapi · Vadodara · Valsad